# Promise at Dawn
Promise at Dawn, também conhecido como La Promesse de l'aube (bra: Promessa ao Amanhecer) é um filme franco-estadunidense de 1970, do gênero drama biográfico, dirigido por Jules Dassin, estrelado por Melina Mercouri, e coestrelado por Assaf Dayan. O roteiro do próprio Dassin foi baseado no livro de memórias "La Promesse de l'aube" (1960), de Romain Gary; e na peça teatral "First Love" (1961), de Samuel Taylor.
A trama retrata a história de uma antiga estrela de cinema que abandona sua carreira para cuidar de seu filho pequeno, sacrificando sua própria felicidade para garantir que ele se torne um homem independente.

## Sinopse
Nina Kacew (Melina Mercouri), uma ex-atriz exuberante que estrelou diversos filmes durante a década de 1920 em Leningrado, nutre grandes sonhos para seu filho de 9 anos, Romain (François Raffoul), e se empenha completamente para realizá-los. Na tentativa de encerrar seu caso amoroso com o astro de cinema Ivan Mosjoukine (Jules Dassin), Nina se une a uma trupe de teatro que finaliza sua turnê em Cracóvia, na Polônia. Em sua passagem na França, ela assume a identidade de uma representante de um designer parisiense e abre uma loja de vestidos.
Quando sua farsa é revelada, Nina leva Romain para Nice, onde faz amizade com Jean-Michel Serusier (Fernand Gravey), um joalheiro. Para pagar os estudos de seu filho, Nina se envolve em diferentes profissões. Encorajado por sua mãe a seguir uma carreira literária, o adolescente Romain (Didier Haudepin) tenta realizar suas ambições, especialmente ao descobrir que ela está sofrendo de diabetes. Anos mais tarde, quando a Segunda Guerra Mundial eclode, Romain (Assaf Dayan), agora com 25 anos, se alista na Força Aérea Francesa e, posteriormente, na Força Aérea Real do Reino Unido.
Ferido em combate, ele se recupera em um hospital no Norte de África, onde recebe as cartas de sua mãe, cada uma expressando seu amor e confiança nele. Após a libertação da França, Romain retorna a Nice como um herói e planeja presentear Nina com a Cruz da Libertação que recebeu do General de Gaulle. No entanto, ele descobre que encontrar sua mãe pode ser mais difícil do que esperava, já que as cartas que ele estava recebendo eram datadas de anos anteriores à sua volta para sustentá-lo durante todo o tempo da guerra.

## Elenco
- Melina Mercouri como Nina Kacew
- Assaf Dayan como Romain Kacew (aos 25 anos)
  - Didier Haudepin como Romain (aos 15 anos)
  - François Raffoul como Romain (aos 9 anos)
- Despo como Aniela
- Jean Martin como Igor Igorevitch
- Jacqueline Porel como Madame Mailer
- Fernand Gravey como Jean-Michel Serusier
- Maria Machado como Nathalia Lissenko
- Elspeth March como Matrona Polonesa
- Carol Cole como Louison, a enfermeira
- Julie Dassin como Amiga de Romain
- Audrey Berindey como Valentine Mailer
- René Clermont como Sr. Piekielny
- Denis Berry como Belle Gueule
- Jacqueline Duc como Madame de Rare
- Marina Nestora como Mariette

Não-creditados
- Muni como Angélique
- Thérèse Thoreaux como Atriz de Filme Mudo
- Jules Dassin como Ivan Mosjoukine
- Rufus como Professor de Violino
- Katia Tchenko como Atriz

## Produção
As filmagens aconteceram em locações em Nice e Paris, ambas na França, e na União Soviética. Jules Dassin, o diretor, produtor e roteirista, quebrou ambas as pernas após uma queda em outubro de 1969, três dias após o início da produção em Nice.
Vittorio De Sica foi originalmente escalado para dirigir o filme, e queria que Ingrid Bergman ou Ava Gardner assumissem o papel principal.

## Recepção
Roger Ebert, em sua crítica para o Chicago Sun-Times, deu ao filme 2,5/4 estrelas, chamando-o de "um poema de amor caloroso em duas partes, uma lidando com estilo e a outra com a história. Das duas, a primeira é mais interessante: o tratamento dado por Dassin à sua esposa, Melina Mercouri, é um casamento entre roteiro, fotografia e performance, projetado para mostrar o talento e a beleza dela. A segunda história de amor – o amor que a personagem de Melina tem por seu filho – é um tanto estática e até um pouco distrativa nessas décadas após Freud". Ele também declarou: "É isso que Promise at Dawn nos deixa: Melina Mercouri movendo-se triunfantemente por uma história que nunca envolve a ela, ou a nós".
Stefan Kanfer, para a revista Time, destacou que a avassaladora determinação da personagem de Mercouri de ser uma mãe exemplar torna-se esmagadora para seu filho. Ele escreveu: "Negado o reconhecimento como atriz, ela busca glória indiretamente por meio de seu filho. A mãe obriga o filho a ter aulas de violino para que ele possa ser outro Heifetz, aulas de balé para que ele possa ser a reencarnação de Nijinski, aulas de francês para que ele possa ser um futuro embaixador. A compulsão da mulher é infinita".
Tony Mastroianni, para o jornal Cleveland Press, escreveu: "O sentimento e o calor das memórias de [Romain] Gary muitas vezes são superados pela direção um tanto pesada e imprecisa de Dassin ... A ternura da relação entre mãe e filho não é permitida crescer além do material, mas é sugerida por truques – especialmente por algumas sequências em câmera lenta mostrando a dupla pulando juntos. E se você está incerto sobre quem são os inimigos dela, Dassin lembra você ao fotografá-los grotescamente".

## Prêmios e indicações
| Ano  | Cerimônia     | Categoria                       | Indicado        | Resultado | Ref.          |
| ---- | ------------- | ------------------------------- | --------------- | --------- | ------------- |
| 1971 | Globo de Ouro | Melhor atriz em filme dramático | Melina Mercouri | Indicada  | [ 17 ] [ 18 ] |
| 1971 | Globo de Ouro | Melhor ator revelação           | Assaf Dayan     | Indicado  | [ 17 ] [ 18 ] |